# Karl XI:s eriksgata

Karl XI till häst av David Klöcker Ehrenstrahl från 1671.

Karl XI:s eriksgata företogs av den då ännu okrönte kungen Karl XI mellan augusti och december 1673 och kom att gå genom västra, östra och södra Sverige. Kungens tanke var att sedan fortsätta eriksgatan till norra Sverige, men på grund av att kungen under vistelsen i Södermanland insjuknade i mässling tvingades eriksgatan avslutas. Karl XI genomförde dock en separat resa kring Bottenviken 1694 och besökte då bland annat Torneå kyrka.
Eriksgatan genomförde kungen tillsammans med änkedrottningen Hedvig Eleonora och hovet och de landskap som det kungliga följet passerade under eriksgatan var Västmanland, Västergötland, Närke, Halland, Bohuslän, Blekinge, Skåne, Småland, Öland och Södermanland. Under sin eriksgata blev Karl XI bekant med militärerna Erik Dahlbergh och Rutger von Ascheberg, vilka sedermera kom att bli kungens militära rådgivare.

## Eriksgatan
Till dem som medföljde kungen under eriksgatan hörde bland andra konstnären Elias Brenner, assessorn vid Antikvitetskollegium Johan Hadorph, hovpredikanten Haqvin Spegel, änkedrottning Hedvig Eleonora, Magnus Gabriel De la Gardie, Johan Adolf Ehrenskiöld, Sten Bielke, Erik Lindschöld, Clas Rålamb och Emund Gripenhielm. Hela det kungliga följet översteg 170 personer.
Eriksgatan gick först till västra Sverige och fortsatte sedan söderut. Den 20 augusti anlände följet till Malmö, där det emottogs av kommendanten på Malmöhus Erik Dahlbergh. Kungen ägnade sig främst åt militära inspektioner och vid Skrävlinge anordnades ett militärt skådespel som kungen uppskattade mycket. Efter en vecka fortsatte resan till Kalmar och vidare till Öland, där det kungliga sällskapet stannade i flera veckor. På Öland fick kungen tillfälle att ägna sig åt hjort- och vildsvinsjakt. Därefter återvände följet till Kalmar, där änkedrottningen Hedvig Eleonora anordnade ett bröllop för Gustaf Adolf De la Gardie och änkedrottningens hovfröken Elisabet Oxenstierna. Den 7 oktober mönstrade Karl XI trupper i Strömsund och gjorde ett besök hos Gustaf Adam Banér. Från Strömsund fortsatte eriksgatan till Östergötland och Södermanland, där kungen mönstrade flera militära förband.
Under vistelsen på Pilkrogs gästgivaregård utanför Södertälje insjuknade kungen i mässling och blev tvungen att kvarstanna där i tre veckor. Oron för kungens liv var mycket stor och han behandlades med åderlåtning och lavemang. Kungen tillfrisknade dock och återkom till Stockholm den 1 december.

## Efterspel
I juni 1694 beslöt Karl XI att genomföra den resa till Norrland som han inte kunde genomföra under eriksgatan. Resan gick längs kusten och kungen besökte bland annat Umeå och Bygdeå, där han deltog i gudstjänsterna. Den 14 juni anlände han till Torneå, där han på natten såg midnattssolen från kyrktornet. Om detta skrev kungen i sin anteckningsbok: 
"Vi sågo solen allt intill kl. 3/4 och åtta minuter till 12 om natten — då kom en molnsky för solen. Men när klockan var 12 och sex minuter efter midnatten, som kom in på den andra dagen, som var den 15 juni, sågo vi solen med sina fulla strålar uppgå igen. Om intet molnet hade kommit, så hade vi sett själva solen hela natten, för under horisonten var solen intet." Enligt en sägen skulle kungen vid besöket i kyrktornet kvarlämnat en spetsnäsduk som fortfarande finns kvar i kyrkan.